# Rots van Aphrodite

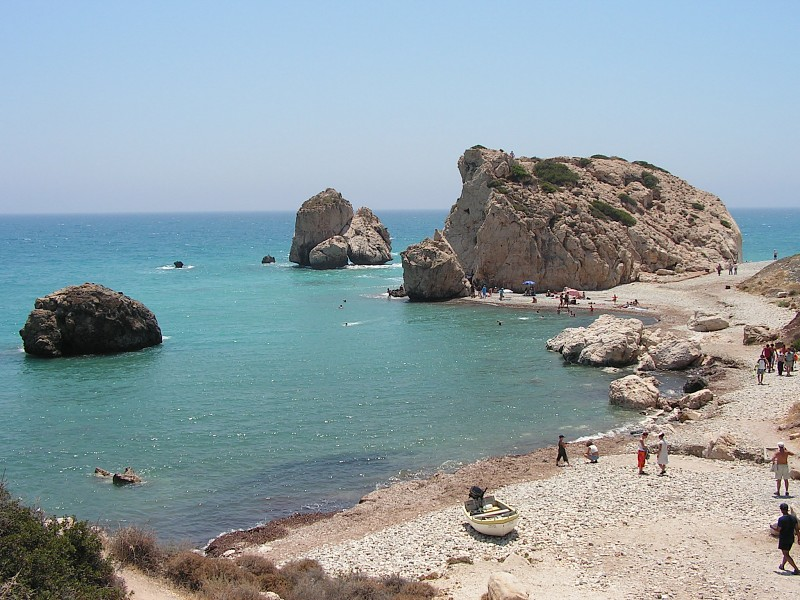
Petra tou Romiou (Rots van Aphrodite)

De rots van Aphrodite (Grieks: Πέτρα του Ρωμιού, Petra tou Romiou) (Rots van de Romeinen) is een rots aan de kust van Cyprus, dicht bij de plaats Paphos. Volgens legenden zou Aphrodite, de godin van de schoonheid, bij deze rots uit de golven van de zee zijn geboren. Cyprioten noemen hun eiland om deze reden vaak het eiland van Aphrodite.
De rots ligt ongeveer 25 kilometer ten oosten van Paphos. Wie langs de kust van Limasol naar Paphos reist of vice versa, ziet de rots vanaf de weg in de zee liggen.